# Meyuns
Meyuns es una localidad de Palaos en el estado de Koror.

## Demografía
Según estimación 2010 contaba con una población de 1.084 habitantes.